# Chumacera
En náutica, las chumaceras de una embarcación con remos, son las tablitas de madera forradas de cobre o cuero curtido, colocadas fijas en la parte baja de las portas para remos o sobre la regala (directamente o en un resalto de ésta), que sirven de punto de apoyo para los remos. (ing. Rowlocks)
Las chumaceras sirven para suavizar el roce de los remos.

## Etimología
La chumacera, en las galeras se llamaba zapatilla.

## Descripción
A uno y otro extremo de la chumacera para confinar el movimiento de los remos y ayudar como punto de apoyo, se utilizan cualquiera de los siguientes elementos:
| Elemento                                                     | Francés | Italiano | Inglés | Par de             | Uso                |
| ------------------------------------------------------------ | ------- | -------- | ------ | ------------------ | ------------------ |
| Porta                                                        |         |          |        | Jambas             | Galeras            |
| Damas (Escalamos) (1)                                        | Dame    | Scamo    |        | Cuñitas verticales | Botes a la inglesa |
| Toletes                                                      | Tolet   | Scalamo  | Thole  | Palitos verticales | Lanchas            |
| (1) No se debe confundir con el verdadero Escálamo (Estaca). |         |          |        |                    |                    |

El uso del escálamo (estaca) elimina el uso de la chumacera.